# غرغول سفلي
غرغول سفلي هي قرية في مقاطعة بيرانشهر، إيران. يقدر عدد سكانها بـ 553 نسمة بحسب إحصاء 2016.